# مبسوطه
مَبسوطه (بازشده) یا اپسیلون دوپیکر یک ستاره است که در صورت فلکی دوپیکر قرار دارد.
منظور از نام مبسوطه، پای بازشده شیر در تصویر این صورت فلکی است.